# Olof Nilson i Tomte
Olof Nilson (i riksdagen kallad Nilson i Tomte), född 27 augusti 1804 i Rödöns församling, Jämtlands län  var en jämtsk bonde och politiker. Han var ledamot av bondeståndet och svåger till bondeståndets siste talman Nils Larson i Tullus. Olof dog i sviterna efter ett benbrott 20 juni 1845 i Söderköping där han vistades i ett offentligt uppdrag. Fyra barn efterlämnades i späd ålder och hemmanet i Tomte såldes till brodern Erik Nilsson. Byggnaderna på gården voro i gott skick och mangårdsbyggnaden synnerligen väl inredd och ombonad. På gården fanns då 6 hästar, 15 nöt och 40 småkreatur. 